# Myelois quadripunctella
Myelois quadripunctella is een vlinder uit de familie snuitmotten (Pyralidae). De wetenschappelijke naam van deze soort is voor het eerst geldig gepubliceerd in 1914 door Zerny.
De soort komt voor in tropisch Afrika.